# You Gotta Chance 〜ダンスで夏を抱きしめて〜
「You Gotta Chance 〜ダンスで夏を抱きしめて〜」（ユー・ガッタ・チャンス ダンスでなつをだきしめて）は、吉川晃司の4枚目のシングル。1985年1月11日にSMSレコードからリリースされた。

## 概要
吉川の第4弾シングル。主演映画第2弾『ユー・ガッタ・チャンス』（1985年）の主題歌。オリジナルアルバムには未収録。初めてのアリーナ公演（日本武道館、大阪城ホール）を成功させた時期に発売されたシングルであったため、アリーナ公演でも披露された。
カップリングの「Rainy Lane」は、映画『YOU GOTTA CHANCE』の挿入歌として使用された。「KISSに撃たれて眠りたい」（1993年）のカップリングには「Rainy Lane 〜1993〜」としてリメイク・ヴァージョンで収録された。
両曲ともにベスト盤などに多数収録されている楽曲のため音源入手は容易であるが同名主演映画のサウンドトラック盤『The Soundtrack』（1985年）に、「YOU GOTTA CHANCE」原曲とは別音源のロング・ヴァージョンが収録されている。しかし、現在までにベスト盤などに一切収録されていないため、音源の入手は困難とされている。
本楽曲のタイトルの響きから、三宅裕司は吉川を「ユーガタちゃん」と呼んでいた。ラジオ番組に吉川がゲスト出演した際にショートコントをして名づけたもの。1989年から1990年にかけて放送された毎日放送のクイズ情報番組『夕方チャンス』のオープニング・アタックとして「YOU GOTTA CHANCE」との語呂合わせから、本楽曲が使われていた。

## 主な記録
吉川が初めてオリコンチャート1位を獲得したシングルであり、初登場から3週連続で1位を獲得する等、大ヒットを記録した。

## リリース履歴
| No. | 日付           | レーベル    | 規格      | 規格品番 | 最高順位 | 備考 |
| --- | -------------- | ----------- | --------- | -------- | -------- | ---- |
| 1   | 1985年1月11日  | SMSレコード | EP        | SM07-248 | 1位      |      |
| 2   | 1988年12月16日 | SMSレコード | 8センチCD | MD10-4   | -        |      |

## 収録曲
| 全編曲: 大村雅朗。 |                                                 |                          |        |      |
| #                  | タイトル                                        | 作詞                     | 作曲   | 時間 |
| 1.                 | 「You Gotta Chance 〜ダンスで夏を抱きしめて〜」 | 麻生圭子                 | NOBODY | 3:48 |
| 2.                 | 「Rainy Lane」                                  | さがらよしあき・麻生圭子 | 佐藤健 | 4:26 |

## 収録アルバム
- You Gotta Chance 〜ダンスで夏を抱きしめて〜
  1. The Soundtrack "YOU GOTTA CHANCE"（1985年）（ロングバージョンで収録）
  2. beat goes on（1988年）
  3. PASSAGE:K2 SINGLE COLLECTION 1984-1996（1998年）
  4. BEST BEST BEST 1984-1988（2005年）
  5. Disco K2（2007年）（リミックスバージョンで収録）
  6. SINGLES+（2014年）

- Rainy Lane
  1. The Soundtrack "YOU GOTTA CHANCE"（1985年）
  2. beat goes on（1988年）
  3. ZERO（1988年）（ライブバージョンで収録）
  4. TOO MUCH LOVE（1992年）
  5. BEST BEST BEST 1984-1988（2005年）
  6. B-SIDE+（2014年）